# Fernanda Brunet
Fernanda Brunet (Ciudad de México, 1964) es una pintora mexicana. Estudió en la Escuela Nacional de Pintura, Escultura y Grabado "La Esmeralda".
Sus obra integran importantes colecciones privadas e institucionales, como la de los museos de arte Latinoamericano de Los Ángeles, de San Diego y de Brooklyn, así como de las fundaciones Colección Jumex y Peter Stuyvesant, entre otras.

## Obras

### Exposiciones Individuales
- 2007, Flower Power, Galería Ramis Barquet; Monterrey, México
- 2006, Happymania, Galería Ramis Barquet; Chelsea, Nueva York
- 2004
  - Fight Like a Girl, Galeria Ramis Barquet, Nueva York
  - New Paintings, Galeria Ramis Barquet; Monterrey, Nuevo León, México
  -  ARCO Project Room Ramis Barquet, Galería OMR, Ciudad de México
- 2003
  - Bang!, Galería Ramis Barquet, Nueva York
  - Fernanda Brunet, Fernanda Brunet, 4-F Gallery, Los Ángeles, California
- 1998, Obra Reciente, Galería Arte Contemporáneo; Ciudad de México

### Exposiciones Colectivas
- 2007
  - The Eclectic Eye: Pop & Illusion (Selections from the Frederick R. Weisman)
  - Art Foundation, Colorado Springs Fine Arts Center; Colorado Springs, Colorado
  - La Presencia: Latin American Art in the United States, Museum of Latin American Art (MOLAA); Long Beach, California
  - Mundo Comic, Museo de la Ciudad; Querétaro, Mexico
  - Scope Art Fair, Steve Turner Contemporary; Nueva York
  - ARCO 07, Galería Ramis Barquet; Madrid, España
- 2006, Art Basel Miami Beach, Galería Ramis Barquet; Miami, Florida
- 2003
  - Alarma!, Raid Projects; Los Ángeles, California
  - VI Bienal de Monterrey, Centro de las Artes: Monterrey; Monterrey, México
- 2002
  - Suitcase III Catastrophico, La Panadería; Ciudad de México
  - MediumRare, Garash, Ciudad de México
  - XI Bienal Rufino Tamayo, Museo Rufino Tamayo; Ciudad de México
  - Axis Mexico: Common Objects and Cosmopolitan Actions, San Diego Museum of Art
  - I Bienal de Yucatán, Honorable Mention; Yucatán, Ciudad de México
  - Barcelona Arte Contemporaneo BAC III, Centro de Arte Santa Monica; Barcelona
- 2001
  - Tendencias, VIII Salon de Arte Bancomer; Ciudad de México
  - Random, Access, Memory, DAC Gallery; Nueva York
  - Signs of Life, Galeria Ramis Barquet; Nueva York
- 2000
  - Mexico/New York , A Vital Dialogue, Mexican Cultural Institute; Nueva York
  - The S Files, El Museo del Barrio; Nueva York
  - Erógena, Museo Carrillo Gil, Ciudad de México; Stedjelik Museum; Bélgica
  - Guadalajara Workshops, Mexican Cultural Institute; Nueva York
  - Talleres, Track 16 Gallery, Los Ángeles, California
  - X Bienal Rufino Tamayo, Museo Tamayo; Ciudad de México